# Верховна архієпископська церква
Верховними архієпископськими церквами є східно-католицькі церкви, якими керують верховними архієпископи, яким допомагають відповідні синоди єпископів. Ці католицькі церкви також мають майже однакові права та обов'язки, як і патріарші церкви. Основним архієпископом є митрополит престолу, обраного або визначеного Святим Престолом, який очолює цю цілу східну церкву sui iuris, але якого не відзначають патріаршим титулом. Те, що сказано в канонічному праві патріарших церков і патріархів, розуміється як застосовне також до верховних архієпископських церков та верховних архієпископів, якщо канонічне право прямо не передбачає інше або це видно з суті справи (CCEO .151, 152).
Чотири верховні архієпископські церкви Католицької церкви:
- Українська греко-католицька церква (УГКЦ) (візантійський обряд) — головний архієпископ Святослав Шевчук (Багато в цій Церкві хочуть патріарший статус, але Святий Престол визнає її лише як верховну архієпископською Церквою.)[1]
- Сиро-Малабарська католицька церква (східно-сирійський обряд) — головний архієпископ кардинал Джордж Аленчеррі.
- Сиромаланкарська католицька церква (західно-сирійський обряд) — головний архієпископ кардинал Базеліос Клеміс.
- Румунська греко-католицька церква (візантійський обряд) — головним архієпископом кардиналом Луціаном Мурешаном.